# Sigma2 Gruis
Título a ser usado para criar uma ligação interna é Sigma2 Gruis.
Sigma2 Gruis (51 Gruis) é uma estrela na direção da constelação de Grus. Possui uma ascensão reta de 22h 36m 58.82s e uma declinação de −40° 35′ 27.1″. Sua magnitude aparente é igual a 5.85. Considerando sua distância de 219 anos-luz em relação à Terra, sua magnitude absoluta é igual a 1.71. Pertence à classe espectral A1V.